# Broughton (nära Clive)
Broughton var en civil parish fram till 1988 när blev den en del av Myddle and Broughton, i grevskapet Shropshire, i England. Civil parish var belägen 11 km från Shrewsbury och hade 136 invånare år 1971. Byn nämndes i Domedagsboken (Domesday Book) år 1086, och kallades då Burtone/Burtune.